# جوزيف غيروارد
جوزيف غيروارد هو سياسي كندي، ولد في 8 أبريل 1854 في Saint-Benoît, Quebec ‏ في كندا، وتوفي في 29 مارس 1933. نشط حزبياً في حزب كندا المحافظ. وقد انتخب عضو مجلس العموم الكندي.